# L'Entente SSG
L'EntenteSannois Saint-Gratien là một đội bóng đá Pháp có trụ sở tại vùng ngoại ô Saint-Gratien ở Paris. Đội được thành lập vào năm 1989.

## Lịch sử gần đây
Các mùa giải gần đây đã chứng kiến cuộc đấu tranh của đội, cả trong và ngoài sân cỏ. Sau nhiều năm ở giải hạng 3 của Pháp, trong thời gian họ bị từ chối thăng hạng lên Ligue 2 do lỗi hành chính tại giải đấu vào giữa những năm 2000 (họ đã được bồi thường tài chính), họ đã bị xuống hạng vào cuối năm 2008-09 mùa giải và bắt đầu mùa 2009-10 trong Championnat de France Amateur. Vào tháng 6 năm 2011, L'Entente đã xuống hạng một lần nữa (lần này là CFA 2), sau khi câu lạc bộ thoát khỏi phá sản.

### Chủ tịch
- 2009*2011: Vikash Dhorasoo [1]
- 2011-2013: Patrick Gangloff
- 2013-2018: Christian Fouché [2][3]
- 2018-2019: Patrick Gangloff [3][4]

### sân vận động
Đội thi đấu tại sân nhà của họ tại sân vận động Parc des Sports Michel Hidalgo, nằm ở biên giới giữa vùng ngoại ô Sannois và Saint-Gratien của Paris. Mặc dù sân vận động có sức chứa chỉ dưới 8000, nhưng tỷ lệ tham dự trung bình cho các trận đấu của Entente thấp hơn đáng kể so với điều này, và đã giảm dần với vận may của đội trong vài năm qua.

## Huấn luyện viên
- Didier Caignard (1997   - Tháng 10 năm 2005)
- Laurent Croci (tháng 10 năm 2005   - Tháng 5 năm 2006)
- Kamel Djabour (tháng 6 năm 2006)
- Julio Moreno (Juni 2006   - Tháng 1 năm 2007)
- Kamel Djabour (tháng 1 năm 2007 tháng 6 năm 2009)
- Adrian Suka (tháng 6 năm 2009 2015)
- Vincent Bordot (2011)
- Bruno Naidon (2012)
- Philippe Araujo (2012) [5]
- Vincent Bordot (2013-)